# Ohrazenice (Volenice)
Ohrazenice jsou vesnice, část obce Volenice v okrese Strakonice v Jihočeském kraji. Leží v nadmořské výšce 450 až 470 metrů asi dvanáct kilometrů na západojihozápad od Strakonic a dva kilometry jižně od obce Volenice. Obcí protéká Mačický potok. V roce 2011 zde trvale žilo šestnáct obyvatel.
Ve vsi je celkově 19 čísel popisných.
Podstatnou část obce tvoří velké hospodářství se sportovními koňmi a rozsáhlé pastviny s výběhy pro mladé, ale i vysloužilé koně.

## Historie
První písemná zmínka o vesnici pochází z roku 1360.

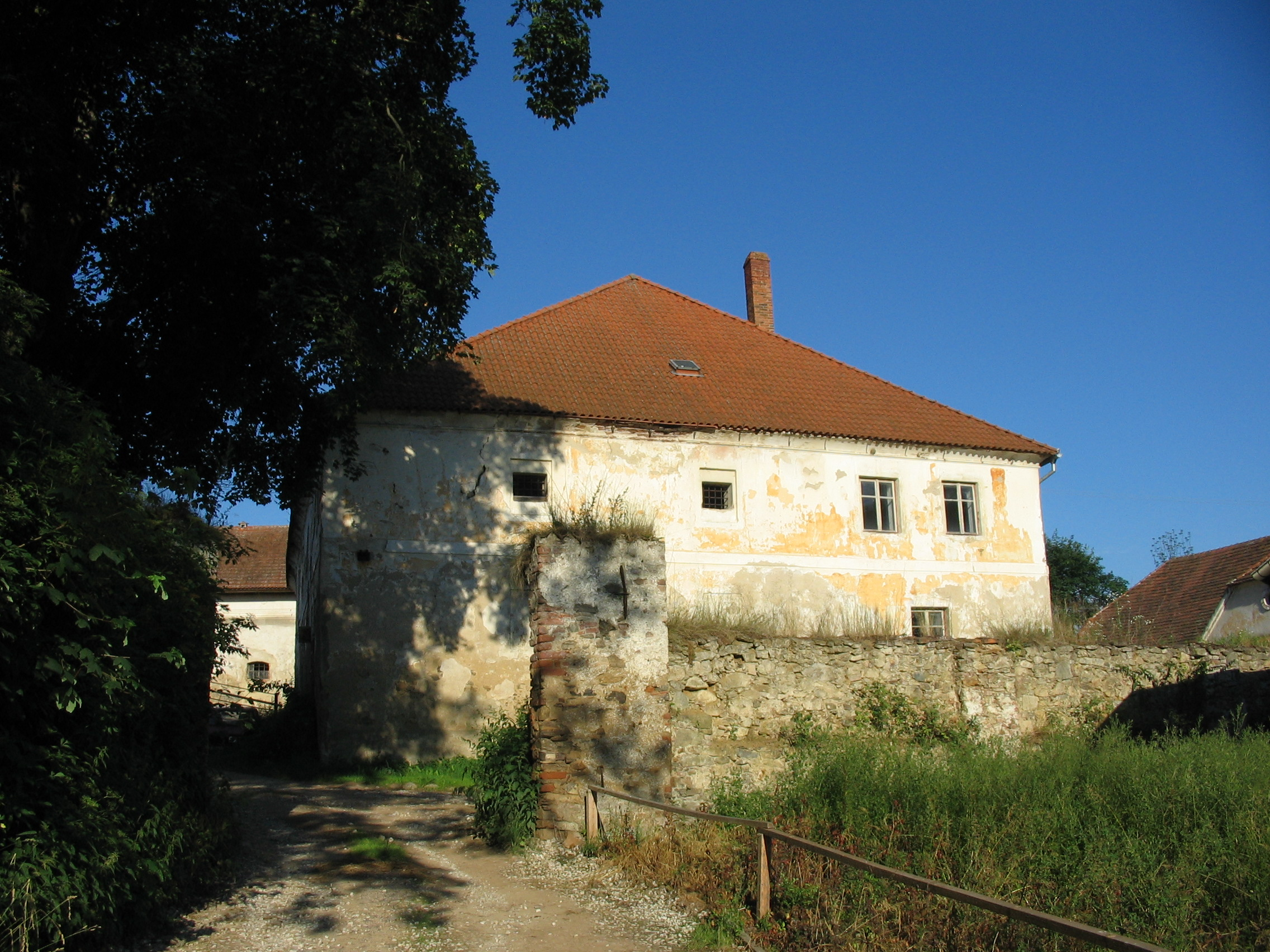
Chátrající ohrazenická tvrz před rokem 2014

Zhruba před čtyřiceti lety a poté opět v roce 2002 došlo vlivem vydatných dešťů k zvednutí hladiny Mačického potoka o zhruba 3 – 3,5 metru, což způsobilo rozsáhlé škody na okolních loukách a polích a došlo i k vytopení čtyř nejbližších domů sousedících s potokem a zničení silnice vedoucí do mlýna.

## Obyvatelstvo
| Rok            | 1869 | 1880 | 1890 | 1900 | 1910 | 1921 | 1930 | 1950 | 1961 | 1970 | 1980 | 1991 | 2001 | 2011 | 2021 |
| -------------- | ---- | ---- | ---- | ---- | ---- | ---- | ---- | ---- | ---- | ---- | ---- | ---- | ---- | ---- | ---- |
| Počet obyvatel | 152  | 128  | 140  | 137  | 115  | 113  | 118  | 84   | 66   | 54   | 49   | 29   | 18   | 16   | 16   |
| Počet domů     | 17   | 17   | 17   | 17   | 17   | 17   | 19   | 21   | 21   | 17   | 16   | 15   | 17   | 17   | 19   |

## Obecní správa
Při sčítání lidu v letech 1850–1929 Ohrazenice byly osadou obce Tažovice v okrese Strakonice. V letech 1930–1960 byly samostatnou obcí v okrese Strakonice. V letech 1961–1980 byly znovu částí obce Tažovice v okrese Strakonice. Od 1. dubna 1980 jsou částí obce Volenice v okrese Strakonice.

## Pamětihodnosti
Na vršku nad obcí jsou boží muka.

### Tvrz
Nejstarší historická zmínka o tvrzi Ohrazenice pochází z roku 1360. V té době ji vlastnil Oldřich Tažovec z Ohrazenice, což dokazuje, že historie tvrze i zdejší vsi je úzce spjata s nedalekými Tažovicemi. Následující písemné zmínky o tvrzi, jež pocházejí z let 1380, 1390 a 1420, se pojí se jmény místních vladyků. V roce 1517 přešel majetek do vlastnictví Koců z Dobrše. Ti jej pak vlastnili až do roku 1776, přičemž tvrz několikrát přestavěli. Od 17. století sloužila ohrazenická tvrz již jen k hospodářským účelům, neboť páni Kocové přesídlili do Tažovic. Po roce 1948, se tvrz dostala do rukou zemědělského družstva a dále chátrala. V letech 2013–2014 byla chátrající tvrz opravena a na jižní a východní stěně byla restaurátorem obnovena i původní sgrafita ze 16. století nalezená pod betonovou omítkou.